# Acer cappadocicum
Acer cappadocicum là một loài thực vật có hoa trong họ Bồ hòn. Loài này được Gled. mô tả khoa học đầu tiên năm 1785.

## Hình ảnh

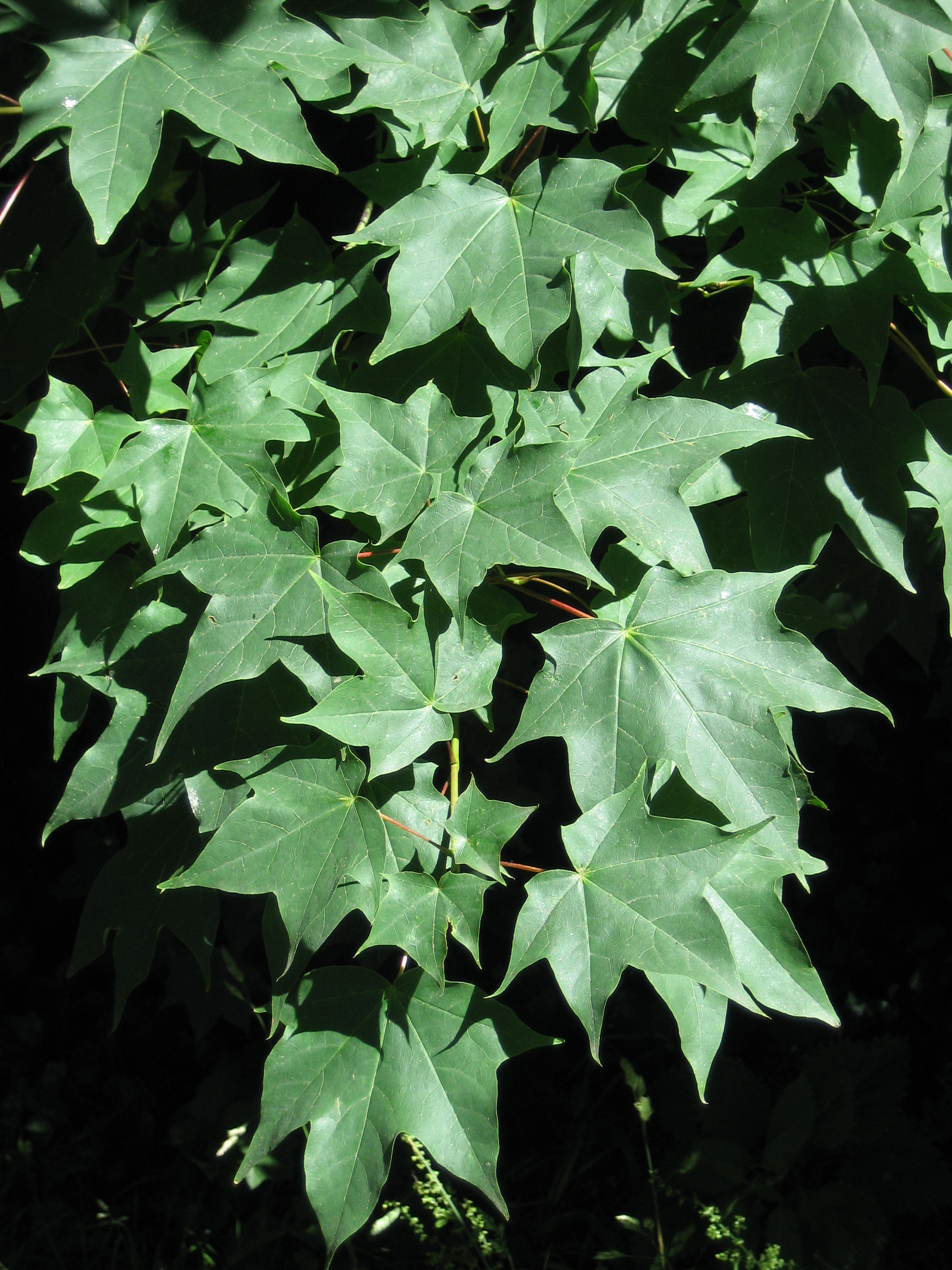
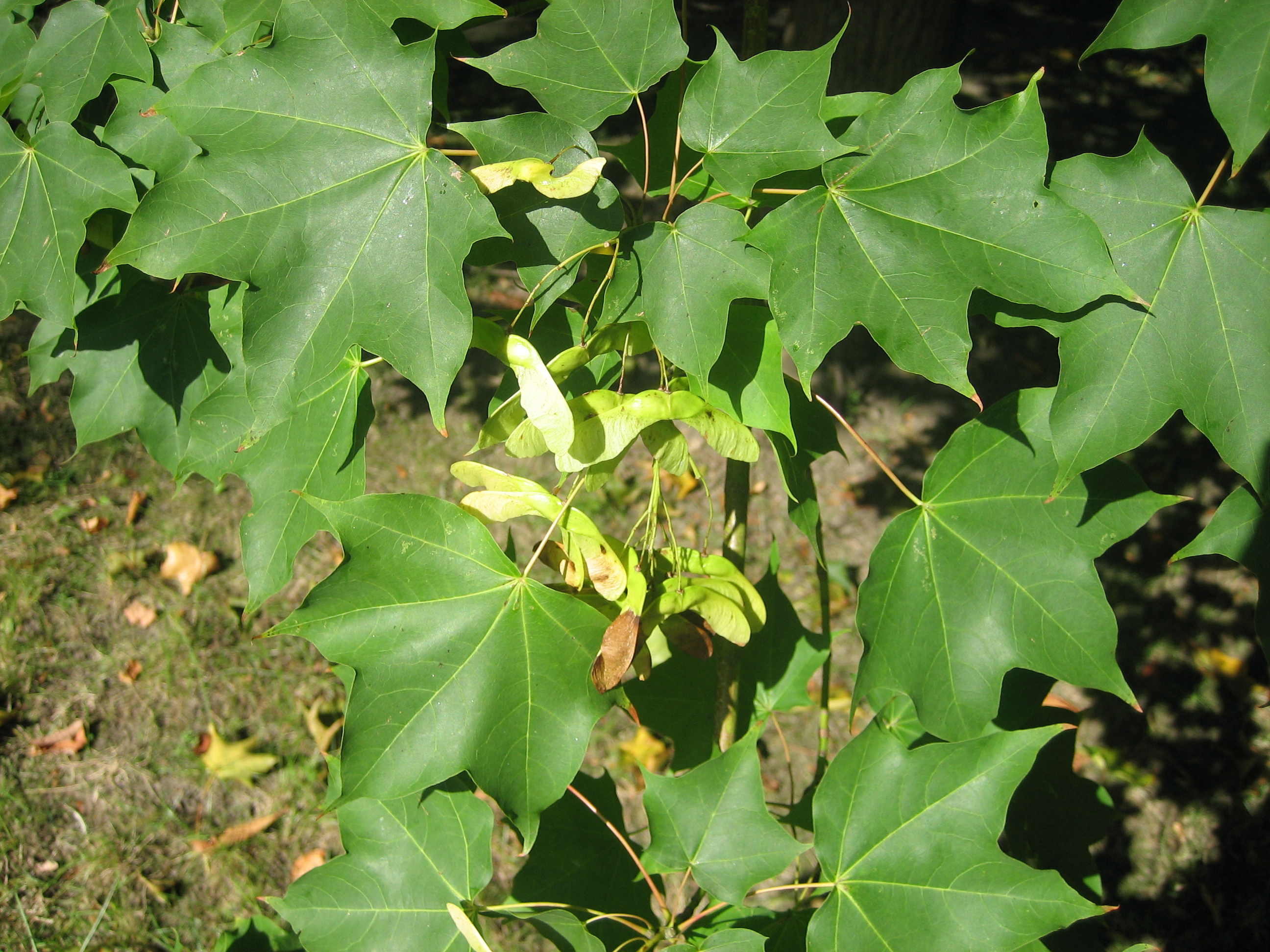
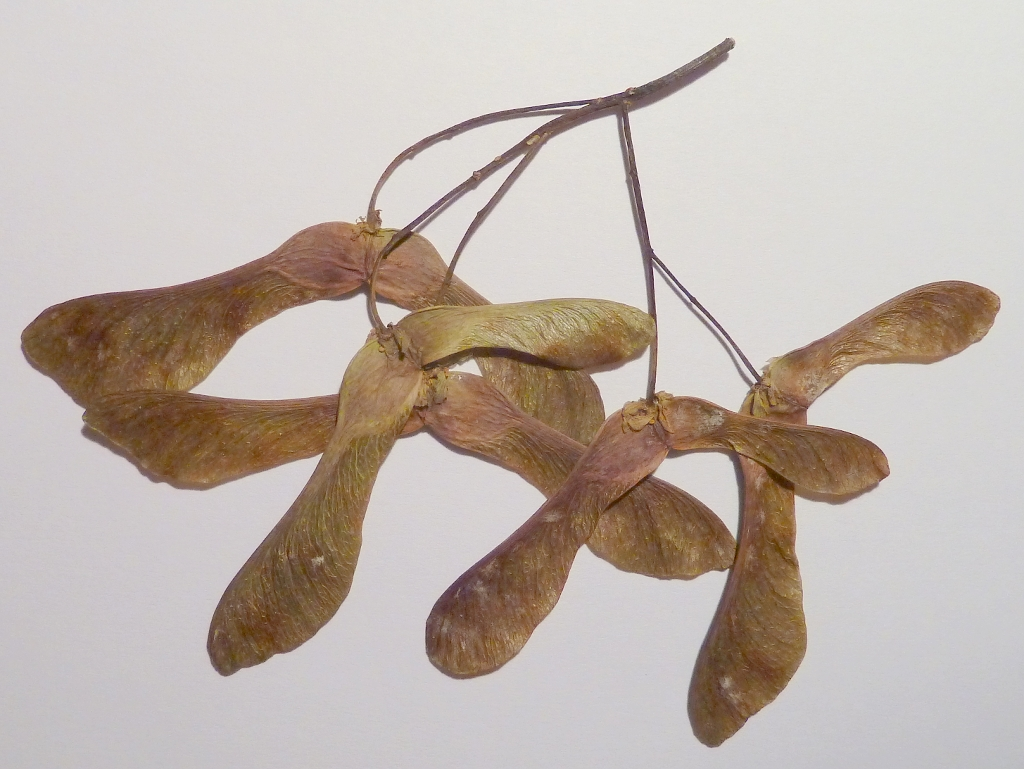
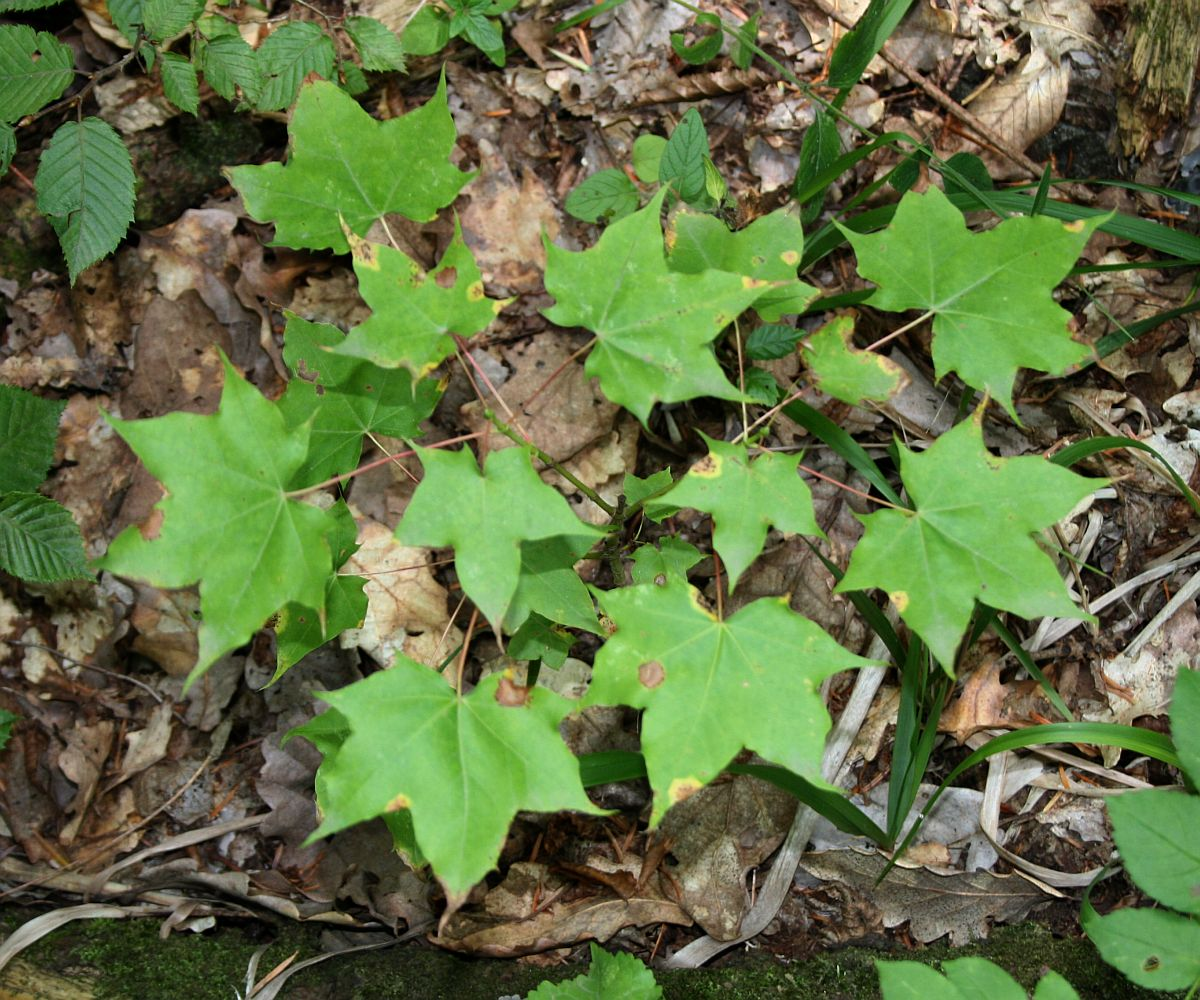